# Napoletana. Antologia cronologica della canzone partenopea - Decimo volume (dal 1950 al 1954)
Napoletana. Antologia cronologica della canzone partenopea - Terzo volume (dal 1950 al 1954) è un album 33 giri del cantante Roberto Murolo pubblicato nel 1964.

## Tracce

### Lato A
1. Luna rossa
2. Malafemmena
3. Anema e core
4. 'O ciucciariello
5. Aggio perduto 'o suonno
6. 'Nu quarto 'e luna

### Lato B
1. Desiderio 'e sole
2. Sciummo
3. La pansè
4. Te sto aspettanno
5. Giuramento
6. Luna caprese